# Instrumentalschik Bishkek
El Instrumentalschik Bishkek fue un equipo de fútbol de Kirguistán que alguna vez jugó en la Liga de fútbol de Kirguistán, la primera división de fútbol en el país.

## Historia
Fue fundado en el año 1958 en la ciudad de Frunze con el nombre Instrumentalschik Frunze y fue uno de los equipos de fútbol más importantes de Kirguistán durante la época soviética, ya que ganaron el título de liga en 8 ocasiones, la primera de ellas en el año 1969, y 5 de ellos fueron ganados en la década de los años 1980s.
Tras la independencia de Kirguistán por la caída de la Unión Soviética en 1991, el club cambió su nombre por el más reciente. y en 1992 fueron uno de los equipos fundadores de la Liga de fútbol de Kirguistán, en la cual terminaron en octavo lugar.
En la temporada de 1993 se mantuvieron en la máxima categoría y terminaron en undécimo lugar entre 17 equipos, siendo esta su última temporada de existencia ya que el equipo se fusiona con el Selmashevets Bishkek para crear al actual FC Rotor Bishkek.

## Palmarés
- Liga de fútbol de Kirguistán: 8

1969, 1975, 1978, 1980, 1981, 1982, 1983, 1984